# 110之日
110之日（日语：／ ひやくとうはんのひ */?）是日本的纪念日，在1月10日。

## 制定
为推进民众合理使用报警电话110，1985年12月，警察厅决定设立“110之日”。
但日本警察的紧急救难电话号码的开通日并非是在1月10日，而是在1948年10月1日。选择1月10日则是因110的双关语。
类似的日本紧急救难电话号码的双关语纪念日还有“118之日”和“119之日”。

## 活动
1986年1月起，警视厅通信指令中心向公众开放，并由女性偶像艺人担任“一日通信指令本部长”。但在2016年、2017年也分别由男性DAIGO和コロッケ担任。
此外，日本警察也会在当天举行相关的宣传活动。